# Особа з інвалідністю внаслідок війни

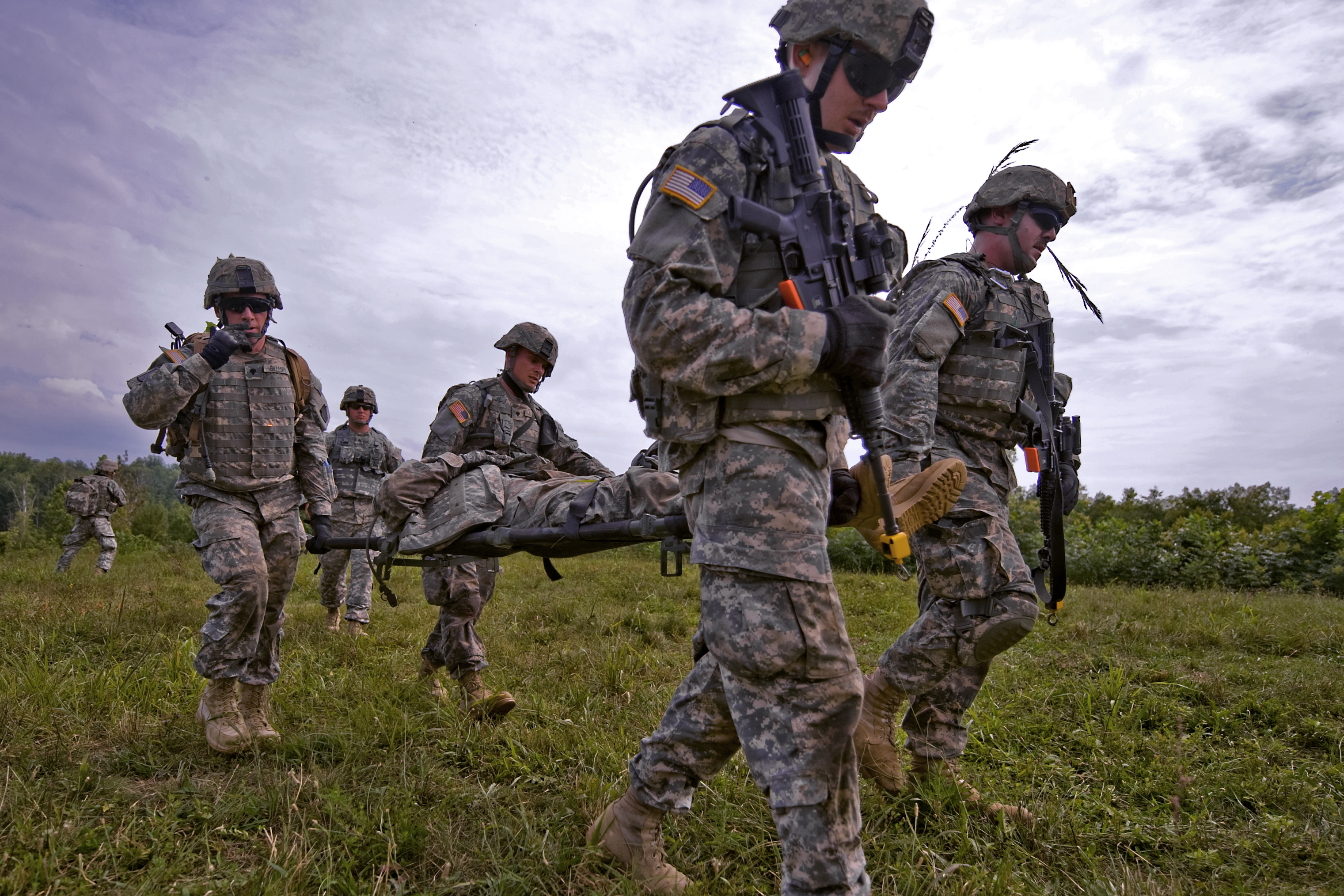
Навчання з евакуації пораненого військового

Особи з інвалідністю внаслідок війни або інваліди війни — військовослужбовці, учасники бойових дій, які отримали поранення, контузію, каліцтво, захворювання при захисті Батьківщини чи виконанні військових обов'язків, визначених законодавством України.

## Особи, які належать до осіб з інвалідністю внаслідок війни
У відповідності до статті 7 Закону України «Про статус ветеранів війни, гарантії їх соціального захисту» до осіб з інвалідністю внаслідок війни належать особи з числа військовослужбовців діючої армії та флоту, партизанів, підпільників, працівників, які стали особами з інвалідністю внаслідок поранення, контузії, каліцтва, захворювання, одержаних під час захисту Батьківщини, виконання обов'язків військової служби (службових обов'язків) чи пов'язаних з перебуванням на фронті, у партизанських загонах і з'єднаннях, підпільних організаціях і групах та інших формуваннях, визнаних такими законодавством України, в районі воєнних дій, на прифронтових дільницях залізниць, на спорудженні оборонних рубежів, військово-морських баз та аеродромів у період громадянської та Другої світової воєн або з участю в бойових діях у мирний час.
До осіб з інвалідністю внаслідок війни належать також особи з інвалідністю з числа:
1) військовослужбовців, осіб вільнонайманого складу, які стали особами з інвалідністю внаслідок поранення, контузії, каліцтва або захворювання, одержаних під час захисту Батьківщини, виконання інших обов'язків військової служби, пов'язаних з перебуванням на фронті в інші періоди, з ліквідацією наслідків Чорнобильської катастрофи, ядерних аварій, ядерних випробувань, з участю у військових навчаннях із застосуванням ядерної зброї, іншим ураженням ядерними матеріалами;
2) осіб начальницького і рядового складу органів Міністерства внутрішніх справ і органів Комітету державної безпеки колишнього Союзу РСР, Міністерства внутрішніх справ України, Служби безпеки України, Служби зовнішньої розвідки України та інших військових формувань, які стали особами з інвалідністю внаслідок поранення, контузії, каліцтва або захворювання, одержаних під час виконання службових обов'язків, ліквідації наслідків Чорнобильської катастрофи, ядерних аварій, ядерних випробувань, участі у військових навчаннях із застосуванням ядерної зброї, інших уражень ядерними матеріалами;
4) осіб, які стали особами з інвалідністю внаслідок поранень чи інших ушкоджень здоров’я, одержаних:
у районах бойових дій у період Другої світової війни та від вибухових речовин, боєприпасів і військового озброєння у повоєнний період;
від вибухових речовин, боєприпасів і військового озброєння на території проведення антитерористичної операції, здійснення заходів із забезпечення національної безпеки і оборони, відсічі і стримування збройної агресії Російської Федерації у Донецькій та Луганській областях до 1 грудня 2014 року, а з 1 грудня 2014 року - на території проведення антитерористичної операції, здійснення заходів із забезпечення національної безпеки і оборони, відсічі і стримування збройної агресії Російської Федерації у Донецькій та Луганській областях, де органи державної влади здійснюють свої повноваження, та в населених пунктах, розташованих на лінії зіткнення, під час проведення антитерористичної операції, здійснення заходів із забезпечення національної безпеки і оборони, відсічі і стримування збройної агресії Російської Федерації у Донецькій та Луганській областях; 
під час виконання робіт, пов’язаних з розмінуванням боєприпасів, незалежно від часу їх виконання.
Дія абзацу третього цього пункту не поширюється на осіб, засуджених за злочини проти основ національної безпеки України та кримінальні правопорушення проти громадської безпеки. 
Зв’язок інвалідності з пораненням чи іншим ушкодженням здоров’я, отриманим особами, зазначеними в цьому пункті, встановлюється для повнолітніх осіб - за висновком медико-соціальної експертизи, для осіб віком до 18 років - лікарсько-консультативними комісіями лікувально-профілактичних закладів у порядку, визначеному Кабінетом Міністрів України; 
5) осіб, які стали особами з інвалідністю внаслідок воєнних дій громадянської та Другої світової воєн або стали особами з інвалідністю із зазначених причин у неповнолітньому віці у воєнні та повоєнні роки;
6) військовослужбовців, осіб вільнонайманого складу, а також колишніх бійців винищувальних батальйонів, взводів і загонів захисту народу та інших осіб, які брали безпосередню участь у бойових операціях по ліквідації диверсійно-терористичних груп та інших незаконних формувань на території колишнього Союзу РСР і стали особами з інвалідністю внаслідок поранення, контузії або каліцтва, одержаних під час виконання службових обов'язків у цих батальйонах, взводах і загонах у період з 22 червня 1941 року по 31 грудня 1954 року;
7) учасників бойових дій на території інших держав, які стали особами з інвалідністю внаслідок поранення, контузії, каліцтва або захворювання, пов'язаних з перебуванням у цих державах;
8) осіб, які брали безпосередню участь у бойових діях під час Другої світової війни, та осіб, які у неповнолітньому віці були призвані чи добровільно вступили до лав Радянської Армії і Військово-Морського Флоту під час військових призовів 1941-1945 років і стали особами з інвалідністю внаслідок загального захворювання або захворювання, отриманого під час проходження військової служби чи служби в органах внутрішніх справ, державної безпеки, інших військових формуваннях;
9) осіб, залучених до складу формувань Цивільної оборони, які стали особами з інвалідністю внаслідок захворювань, пов'язаних з ліквідацією наслідків Чорнобильської катастрофи; 
10) осіб, які стали особами з інвалідністю внаслідок поранень, каліцтва, контузії чи інших ушкоджень здоров'я, одержаних під час участі у масових акціях громадського протесту в Україні з 21 листопада 2013 року по 21 лютого 2014 року за євроінтеграцію та проти режиму Януковича (далі - Революція Гідності), та які звернулися за медичною допомогою у період з 21 листопада 2013 року по 30 квітня 2014 року.
Абзац перший цього пункту не поширюється на працівників міліції, осіб, які проходили службу в правоохоронних органах спеціального призначення, військовослужбовців внутрішніх військ, Збройних Сил України та інших військових формувань, які отримали інвалідність внаслідок поранень, каліцтва, контузії чи інших ушкоджень здоров'я, одержаних при виконанні службових обов'язків, пов'язаних з подіями Революції Гідності.
11) військовослужбовців (резервістів, військовозобов'язаних) Збройних Сил України, Національної гвардії України, Служби безпеки України, Служби зовнішньої розвідки України, Державної прикордонної служби України, Державної спеціальної служби транспорту, військовослужбовців військових прокуратур, осіб рядового та начальницького складу підрозділів оперативного забезпечення зон проведення антитерористичної операції центрального органу виконавчої влади, що реалізує державну податкову політику, державну політику у сфері державної митної справи, поліцейських, осіб рядового, начальницького складу, військовослужбовців Міністерства внутрішніх справ України, Управління державної охорони України, Державної служби спеціального зв'язку та захисту інформації України, Державної служби України з надзвичайних ситуацій, Державної пенітенціарної служби України, інших утворених відповідно до законів України військових формувань, які захищали незалежність, суверенітет та територіальну цілісність України та стали особами з інвалідністю внаслідок поранення, контузії, каліцтва або захворювання, одержаних під час безпосередньої участі в антитерористичній операції, забезпеченні її проведення, перебуваючи безпосередньо в районах антитерористичної операції у період її проведення, під час безпосередньої участі у здійсненні заходів із забезпечення національної безпеки і оборони, відсічі і стримування збройної агресії Російської Федерації у Донецькій та Луганській областях, перебуваючи безпосередньо в районах та у період здійснення зазначених заходів, а також працівників підприємств, установ, організацій, які залучалися до забезпечення проведення антитерористичної операції, до забезпечення здійснення заходів із забезпечення національної безпеки і оборони, відсічі і стримування збройної агресії Російської Федерації у Донецькій та Луганській областях і стали особами з інвалідністю внаслідок поранення, контузії, каліцтва або захворювання, одержаних під час забезпечення проведення антитерористичної операції безпосередньо в районах та у період її проведення, під час забезпечення здійснення заходів із забезпечення національної безпеки і оборони, відсічі і стримування збройної агресії Російської Федерації у Донецькій та Луганській областях, перебуваючи безпосередньо в районах та у період здійснення зазначених заходів; 
12) осіб, які стали особами з інвалідністю внаслідок поранення, контузії, каліцтва або захворювання, одержаних під час безпосередньої участі в антитерористичній операції, забезпеченні її проведення, перебуваючи безпосередньо в районах антитерористичної операції у період її проведення у складі добровольчих формувань, що були утворені або самоорганізувалися для захисту незалежності, суверенітету та територіальної цілісності України, за умови, що надалі такі добровольчі формування були включені до складу Збройних Сил України, Міністерства внутрішніх справ України, Національної поліції, Національної гвардії України та інших утворених відповідно до законів України військових формувань та правоохоронних органів;
13) осіб, які стали особами з інвалідністю внаслідок поранення, контузії, каліцтва або захворювання, одержаних під час безпосередньої участі в антитерористичній операції, забезпеченні її проведення, перебуваючи безпосередньо в районах її проведення у складі добровольчих формувань, що були утворені або самоорганізувалися для захисту незалежності, суверенітету та територіальної цілісності України, але надалі такі добровольчі формування не були включені до складу Збройних Сил України, Міністерства внутрішніх справ України, Національної поліції, Національної гвардії України та інших утворених відповідно до законів України військових формувань та правоохоронних органів, і виконували завдання антитерористичної операції у взаємодії із Збройними Силами України, Міністерством внутрішніх справ України, Національною поліцією, Національною гвардією України та іншими утвореними відповідно до законів України військовими формуваннями та правоохоронними органами.
14) осіб, які добровільно забезпечували (або добровільно залучалися до забезпечення) проведення антитерористичної операції, здійснення заходів із забезпечення національної безпеки і оборони, відсічі і стримування збройної агресії Російської Федерації у Донецькій та Луганській областях (у тому числі здійснювали волонтерську діяльність) та стали особами з інвалідністю внаслідок поранення, контузії, каліцтва або захворювання, одержаних під час забезпечення проведення антитерористичної операції, перебуваючи безпосередньо в районах та у період її проведення, під час забезпечення здійснення заходів із забезпечення національної безпеки і оборони, відсічі і стримування збройної агресії Російської Федерації у Донецькій та Луганській областях, перебуваючи безпосередньо в районах та у період здійснення зазначених заходів;
15) осіб, залучених до конфіденційного співробітництва з розвідувальними органами України і які стали інвалідами внаслідок поранення, контузії або каліцтва, одержаних під час виконання своїх завдань на тимчасово окупованій території України, у районі проведення антитерористичної операції або здійснення заходів із забезпечення національної безпеки і оборони, відсічі і стримування збройної агресії, або на інших територіях, де в період виконання цих завдань велися бойові дії.

## Соціальні пільги
Увесь перелік соціальних пільг даних осіб чітко визначається статтею 13 Закону України «Про статус ветеранів війни, гарантії їх соціального захисту».
Параметри пенсійного забезпечення окреслені у Законі України «Про пенсійне забезпечення осіб, звільнених з військової служби, та деяких інших осіб»
Дані особи, відзначені найвищими державними нагородами України, мають право на отримання пенсії за особливі заслуги перед Україною.
Вони мають законодавчу можливість пройти професійно-медичну реабілітацію та набути корисну соціально-значиму професію у Всеукраїнському центрі професійної реабілітації інвалідів.

## Надання статусу
Порядок надання статусу особи з інвалідністю внаслідок війни визначається Кабінетом Міністрів України.